# Голлістер (Айдахо)
Голлістер (англ. Hollister) — місто в окрузі Твін-Фоллс, штат Айдахо, США. Згідно з переписом 2010 року населення становило 272 особи, що на 35 осіб більше, ніж 2000 року.

## Географія
Голлістер розташований за координатами 42°21′10″ пн. ш. 114°35′2″ зх. д. / 42.35278° пн. ш. 114.58389° зх. д. (42.352906, -114.583851).  За даними Бюро перепису населення США в 2010 році місто мало площу 2,77 км², уся площа — суходіл.

## Демографія

### Перепис 2010 року
За даними перепису 2010 року, у місті проживало 272 осіб у 92 домогосподарствах у складі 64 родин. Густота населення становила 98,1 ос./км². Було 100 помешкань, середня густота яких становила 36,1/км². Расовий склад міста: 83,1 % білих, 0,4 % індіанців, 12,1 % інших рас, а також 4,4 % людей, які зараховують себе до двох або більше рас. Іспанці та латиноамериканці незалежно від раси становили 29,0 % населення.
Із 92 домогосподарств 38,0 % мали дітей віком до 18 років, які жили з батьками; 60,9 % були подружжями, які жили разом; 3,3 % мали господиню без чоловіка; 5,4 % мали господаря без дружини і 30,4 % не були родинами. 20,7 % домогосподарств складалися з однієї особи, у тому числі 8,7 % віком 65 і більше років. У середньому на домогосподарство припадало 2,96 мешканця, а середній розмір родини становив 3,41 особи.
Середній вік жителів міста становив 39 років. Із них 29,8 % були віком до 18 років; 6,9 % — від 18 до 24; 22,1 % від 25 до 44; 26,2 % від 45 до 64 і 15,1 % — 65 років або старші. Статевий склад населення: 49,6 % — чоловіки і 50,4 % — жінки.
Середній дохід на одне домашнє господарство  становив 40 241 долар США (медіана — 29 583), а середній дохід на одну сім'ю — 47 018 доларів (медіана — 41 250). За межею бідності перебувало 25,6 % осіб, у тому числі 17,9 % дітей у віці до 18 років та 27,8 % осіб у віці 65 років та старших.
Цивільне працевлаштоване населення становило 63 особи. Основні галузі зайнятості: мистецтво, розваги та відпочинок — 38,1 %, виробництво — 19,0 %, освіта, охорона здоров'я та соціальна допомога — 12,7 %, роздрібна торгівля — 11,1 %.

### Перепис 2000 року
За даними перепису 2000 року, у місті проживало 237 осіб у 80 домогосподарствах у складі 58 родин. Густота населення становила 91,5 ос./км². Було 89 помешкань, середня густота яких становила 34,4/км². Расовий склад міста: 85,23 % білих, 2,95 % індіанців, 9,28 % інших рас і 2,53 % людей, які зараховують себе до двох або більше рас. Іспанці та латиноамериканці незалежно від раси становили 18,57 % населення.
Із 80 домогосподарств 42,5 % мали дітей віком до 18 років, які жили з батьками; 63,8 % були подружжями, які жили разом; 6,3 % мали господиню без чоловіка, і 27,5 % не були родинами. 17,5 % домогосподарств складалися з однієї особи, у тому числі 6,3 % віком 65 і більше років. У середньому на домогосподарство припадало 2,96 мешканця, а середній розмір родини становив 3,41 особи.
Віковий склад населення: 32,9 % віком до 18 років, 8,0 % від 18 до 24, 29,1 % від 25 до 44, 21,9 % від 45 до 64 і 8,0 % від 65 років і старші. Середній вік жителів — 34 роки. Статевий склад населення: 48,5 % — чоловіки і 51,5 % — жінки.
Середній дохід домогосподарств у місті становив $27 375, родин — $29 688. Середній дохід чоловіків становив $25 313 проти $15 556 у жінок. Дохід на душу населення в місті був $11 870. Приблизно 7,8 % родин і 11,0 % населення перебували за межею бідності, включаючи жодного віком до 18 років і жодного від 65 і старших.